# Virgínia (filla de Luci Virgini)

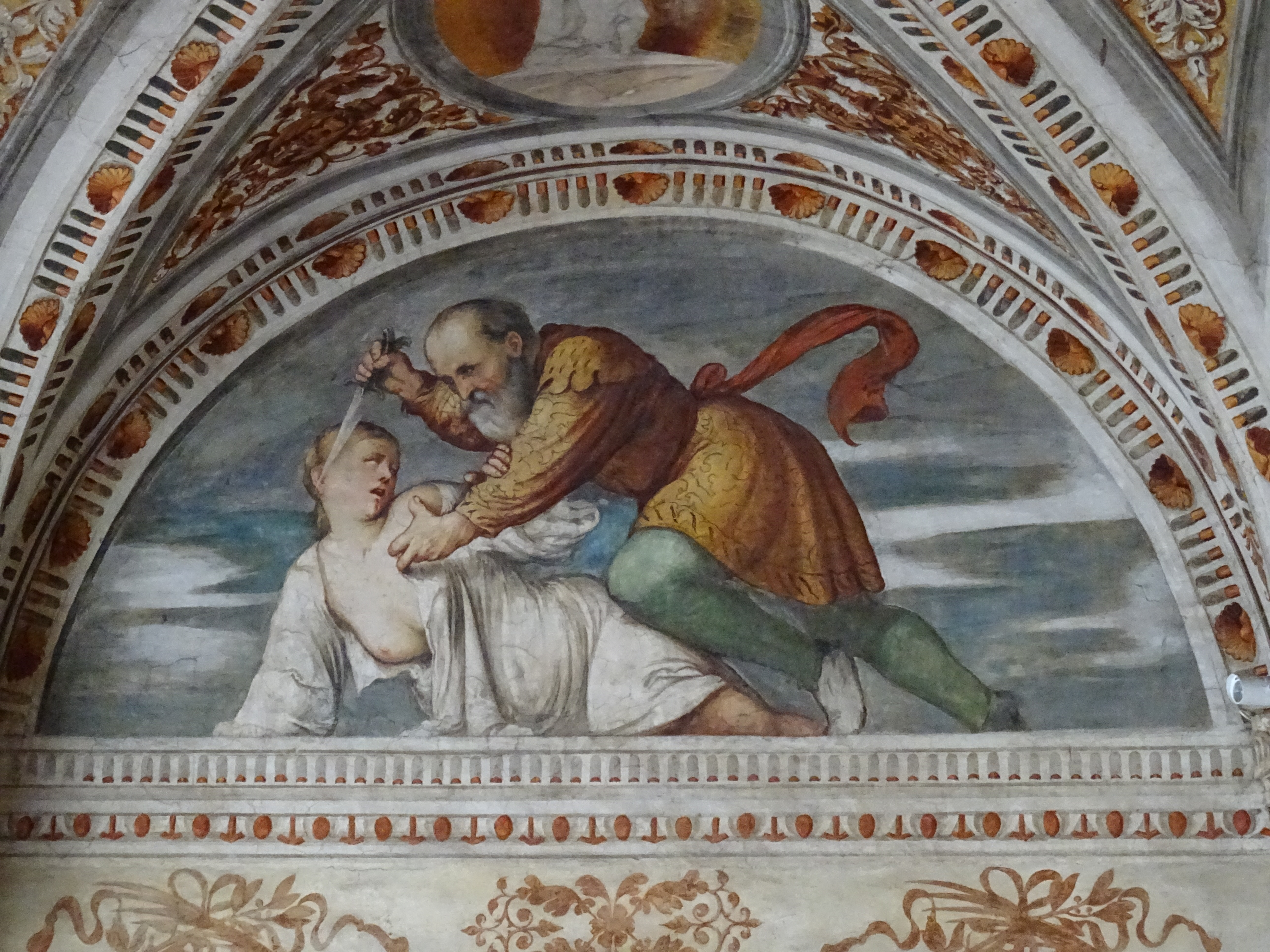
La mort de Virgínia, pintura de Romanino

Virgínia (en llatí: Verginia o Virginia; ca. 465 aC-449 aC) fou una jove romana de la gens Virgínia del segle v aC, protagonista d'un relat narrat per Titus Livi esdevengut tema recurrent de diversos escriptors i pintors posteriors. Filla del centurió Luci Virgini, fou la causa de la caiguda del decemvirat quan Api Claudi Cras va intentar seduir-la.

## Els esdeveniments
El poble de Roma estava disgustat amb el govern provisional dels decemvirs per no convocar eleccions que permetessin tornar al sistema anterior dels dos cònsols i per utilitzar suborns per aconseguir els seus propòsits. Es temia que acabessin tornant al sistema monàrquic de l'antiguitat que havia acabat abusant de la confiança dels ciutadans. L'any 451 aC, Api Claudi desitjava una noia anomenada Virgínia, la bella filla d'un plebeu anomenat Luci Virgini, un respectat centurió. Virgínia estava compromesa amb Luci Icili, que havia estat tribú de la plebs. Quan Virgínia va rebutjar les pretensions d'Api Claudi, aquest va ordenar a Marc Claudi, un client seu, que la reclamés al·legant que era una esclava seva. Marc Claudi va complir amb el que li demanava, raptant-la quan anava a escola. La multitud que estava en aquell moment al fòrum ho va veure i va presentar el cas davant els decemvirs, però el decemvir que governava en aquell moment era el mateix Api Claudi. El tribunal va enviar una citació al pare, que estava fora de la ciutat, per si volia defensar l'honor de la seva filla; mentrestant Api Claudi va enviar uns homes perquè l'entretinguessin i no arribés a temps. Com que el pare no s'hi presentava, Icili la va defensar i va aconseguir que tornessin la noia a casa dels pares, rebent però amenaces.
Quan Luci Virgini va arribar a Roma dos dies després, va demanar ajuda a uns amics seus i es van trobar tots al fòrum. Api Claudi no es va fer enrere, va declarar que la noia era esclava de Marc Claudi i no va permetre que el pare pogués parlar. Api Claudi anava acompanyat d'una escorta armada amb l'excusa que els ciutadans buscaven sedició. Els amics del pare van marxar, renunciant a un enfrontament violent i Luci Virgini va demanar que portessin la noia per ser interrogada. Api Claudi hi va estar d'acord. Quan ella va arribar, el pare li va clavar un ganivet davant l'altar de Venus Cloacina perquè li va semblar que era l'única manera d'alliberar-la dels plans d'Api Claudi. Luci Virgini i Icili foren arrestats, però això va provocar un aixecament popular contra els lictors i van destruir les fasces que portaven. Aquesta va ser la gota que va fer vessar el got, i a conseqüència de la fe perduda en els governants, es van convocar eleccions a cònsol, i es tornà al sistema establert per la República.

## El personatge
Livi va comparar aquest fet amb la desgràcia protagonitzada per Lucrècia, que també va tenir conseqüències polítiques el 509 aC.
El personatge de Virgínia ha estat tractat per diversos autors de la literatura posterior: Giovanni Boccaccio en De mulieribus claris, Vittorio Alfieri en una obra teatral titulada Virginia, Geoffrey Chaucer en El conte del metge de la secció VI-C dels Contes de Canterbury, Thomas Babington Macaulay en Lays of ancient Rome i John Webster en Appius and Virginia.
La història impactant va inspirar artistes del Renaixement com Sandro Botticelli o Romanino. Virgínia és també un dels personatges emprats per la pintora contemporània Judy Chicago en la seva composició titulada The Dinner Party, que inclou les figures femenines més significatives de la cultura occidental.